# 倫敦音樂與戲劇藝術學院
- 關於希臘字母，請見「Lambda」。
- 關於Google開發的語言模型，請見「對話程式語言模型」。

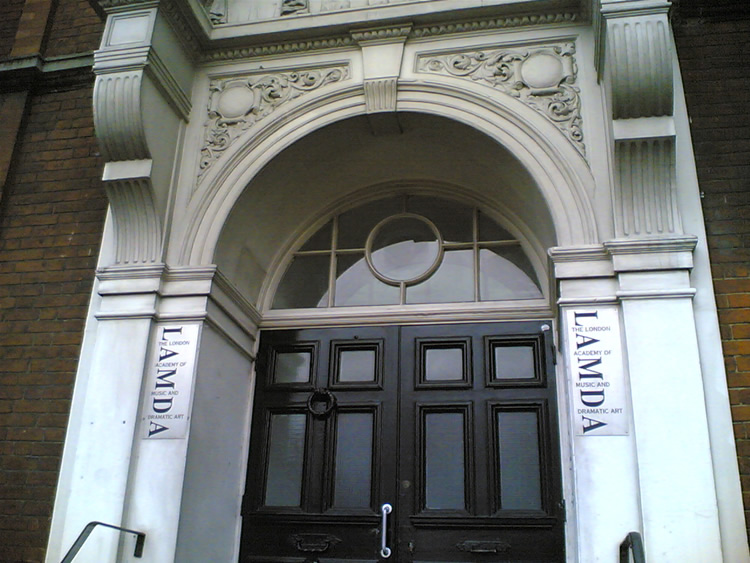
位於Talgarth Road的LAMDA主建築

倫敦音樂與戲劇藝術學院（英語：London Academy of Music and Dramatic Art，LAMDA）是一所英國頂尖戲劇學校，位於西倫敦。LAMDA是英國最早的戲劇學校。2011年，學校慶祝了150歲生日。
近年来，學院98%的毕业生都在毕业后的数星期内找到了工作，通常在国家剧院、皇家莎士比亞劇團、莎士比亚环球剧场、伦敦西区和好莱坞，还有英国广播公司、HBO和百老汇。